# Roberto González Nieves
Roberto Octavio González Nieves O.F.M. (2 de junio de 1950) es el arzobispo metropolitano de San Juan, Puerto Rico.

## Juventud y Educación
Nació en Elizabeth, Nueva Jersey, Estados Unidos el 2 de junio de 1950. Mientras era niño, él y su familia se mudaron a Puerto Rico. Se educó en la Academia Santa Mónica, en Santurce.
Esta Academia estaba dirigida por los Padres Agustinos y las Hermanas Josefinas. La Hermanas Josefinas tienen fama de dar obispos a la Iglesia, pues ellas educaron a: Luis Cardenal Aponte Martínez, a monseñor Ulises Casiano Vargas, a monseñor Rubén González Medina, a la ya fenecida primera mujer obispo de la Iglesia luterana, Margarita Martínez Rodríguez así como a otros. Su familia tiene profundas raíces católicas, por lo cual desde joven demostró interés en la religión. Al graduarse de la escuela superior, cursó estudios universitarios en el Sienna College, en Nueva York.

## Sacerdocio
El 8 de mayo de 1977 fue ordenado Sacerdote en la Orden de los Hermanos Menores Franciscanos.  En el año 1982, comenzó a servir en la Iglesia de la Santa Cruz, en Bronx, Nueva York. En 1988 fue nombrado obispo por el Papa Juan Pablo II el 19 de julio de 1988. Fue ordenado Obispo Auxiliar de Boston el 3 de octubre de 1988, donde fue una figura muy popular entre la población de habla hispana de la ciudad.
El 16 de mayo de 1995 fue nombrado Obispo Coadjutor de Corpus Christi, y el 1 de abril de 1997 fue nombrado obispo titular de dicha diócesis, donde trabajó con la población hispana. 

## Arzobispo de San Juan
El 26 de marzo de 1999, fue nombrado Arzobispo de la Arquidiócesis de San Juan, Puerto Rico. Su instalación como obispo de la arquidióceis ocurrió el 8 de mayo de 1999, en una ceremonia muy concurrida, donde estuvieron presentes representantes de Corpus Christi y la Parroquia de Boston. También estuvieron presentes mandatarios políticos de Puerto Rico. La ceremonia también marcó el retiro del cardenal Luis Aponte Martínez, quien pasó a ser el Arzobispo Emérito de San Juan.

## Doctrina Social
En ocasión de la conmemoración del 150 aniversario del natalicio de Luis Muñoz Rivera, el Arzobispo de San Juan, Monseñor Roberto González Nieves, afirmó que Puerto Rico es una nación que no quiere terminar desapareciendo como ha sucedido con otros países.
"Ningún país puede sostener una economía sólida y dinámica sin un proyecto de patria", dijo el religioso ante los asistentes a los actos conmemorativos en Barranquitas.
"Se edifica la patria amándola y sacrificándose por ella. En mi carta pastoral, ’Patria, nación, identidad’... he querido afirmar la unidad indivisible de estos conceptos", dijo.

## Sucesión
| Predecesor: Luis Aponte Martínez | Arzobispo de San Juan 1999 - presente | Sucesor: En el cargo |